# Régnié
Le régnié est un vin rouge français d'appellation d'origine contrôlée produit dans le département du Rhône.
L'appellation couvre les communes de Régnié-Durette et de Lantignié, dans le vignoble du Beaujolais. Elle est l'un des dix crus de ce vignoble, qui sont du nord au sud : le saint-amour, le juliénas, le chénas, le moulin-à-vent, le fleurie, le chiroubles, le morgon, le régnié, le brouilly et le côte-de-brouilly.

## Historique
Le régnié est reconnue par l'Institut national de l'origine et de la qualité (INAO) comme appellation d'origine contrôlée (AOC) depuis le décret du 20 décembre 1988. Il est le dernier des dix crus du Beaujolais à avoir été créé.
Le cahier des charges de l'appellation est modifié en octobre 2009, en décembre 2011, en février 2021 et en février 2024.

## Vignoble

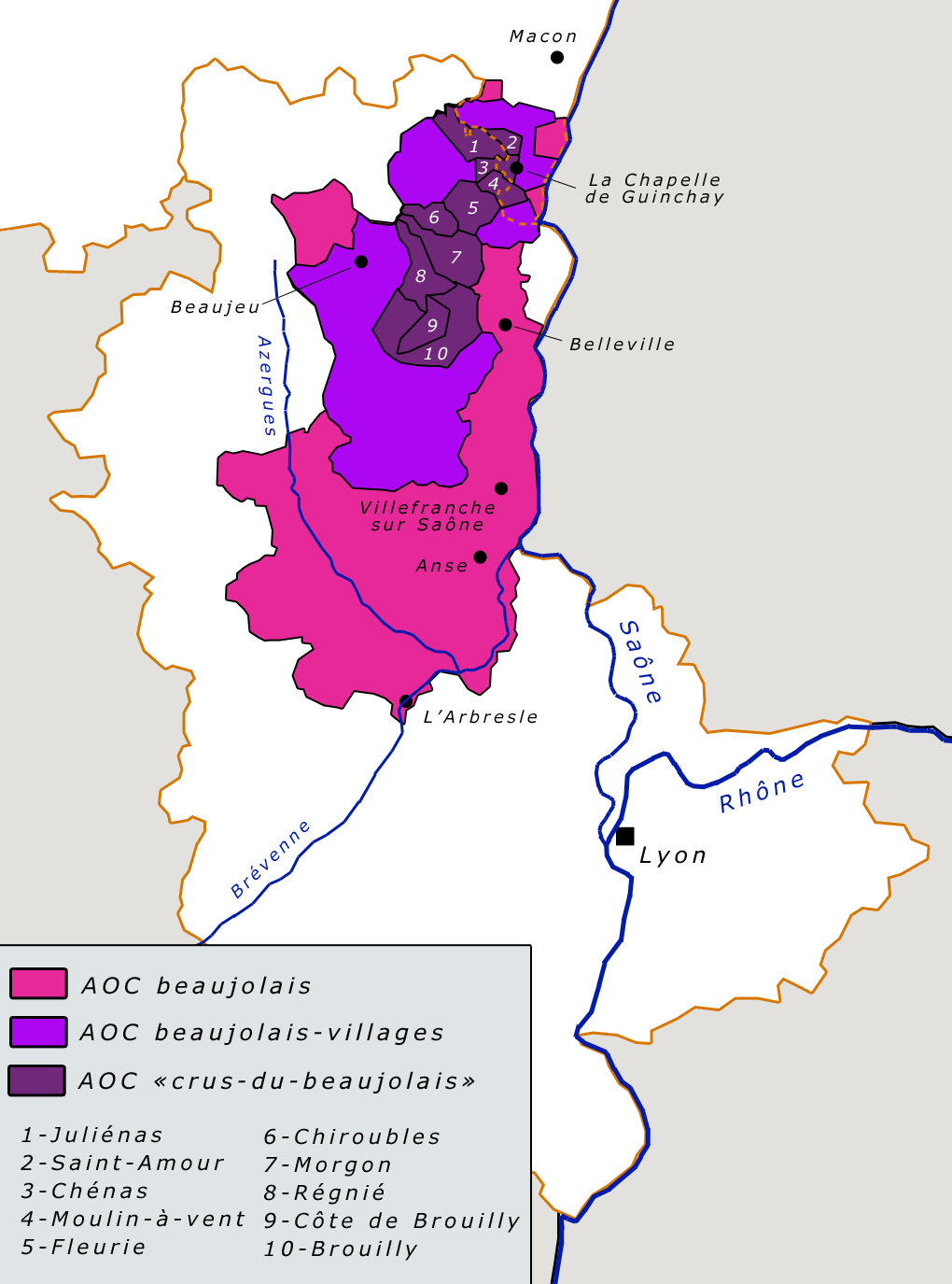
Le vignoble du Beaujolais.

Il est récolté sur la commune de Régnié-Durette (regroupement de deux communes Régnié et Durette en 1974).
L'appellation est située au nord du département du Rhône, orientée au sud face à l'Ardières, un affluent de la Saône. Largement situé sur la commune de Régnié-Durette, il comprend toutefois quelques parcelles sur Lantignié.
Les coteaux de Régnié orientés plein sud présentent un bon ensoleillement. L'altitude varie de 250 m à 500 m sur un sous-sol issu de la désagrégation du granite de Fleurie. Ces sables et cailloutis granitiques contiennent une proportion variable d'argile.
Selon les Douanes, la superficie revendiquée en 2023 sous l'appellation est de 413 hectares. En 2010, elle était de 400 ha.

### Géologie et pédologie

#### Sous-sol
Le sous sol est constitué principalement de formations de granite rose pauvre en micas, appelé granite de Fleurie.

#### Sols
Il y a trois types de sols :
- sur les pentes fortes au nord et au centre, le sol issu de la désagrégation du granite rose composant la roche-mère est constitué de 70 % de sables et de cailloutis granitiques (sol d'arène) mélangé à un peu d'argile. Les sols sont superficiels, sableux, acides et pauvres ;
- lorsque la pente s’atténue, la roche-mère est recouverte par des colluvions issues des coteaux. Les sols s’épaississent, s’enrichissent en argiles et en sables fins et limons. Les sols sont sablo-limoneux ;
- des sols alluviaux, plus argileux et caillouteux sur des terrasses anciennes.

### Climatologie
La station météo de Villefranche-sur-Saône (à 195 mètres d'altitude) est la plus proche de l'aire d'appellation. Ses valeurs climatiques de 1961 à 1990 sont : 
| Mois                              | jan. | fév. | mars | avril | mai  | juin | jui. | août | sep. | oct. | nov. | déc. | année |
| --------------------------------- | ---- | ---- | ---- | ----- | ---- | ---- | ---- | ---- | ---- | ---- | ---- | ---- | ----- |
| Température minimale moyenne (°C) | −0,6 | 0,6  | 2,4  | 5,1   | 8,9  | 12,2 | 14,3 | 13,5 | 10,7 | 7,2  | 2,7  | 0,1  | 6,4   |
| Température moyenne (°C)          | 2,5  | 4,2  | 6,9  | 10,2  | 14,2 | 17,7 | 20,2 | 19,4 | 16,4 | 11,9 | 6,3  | 3    | 11,1  |
| Température maximale moyenne (°C) | 5,5  | 7,9  | 11,5 | 15,2  | 19,4 | 23,2 | 26,1 | 25,2 | 22,1 | 16,5 | 9,8  | 5,9  | 15,7  |
| Précipitations (mm)               | 47,3 | 45,4 | 47,4 | 58,5  | 82   | 71,4 | 59,8 | 81,6 | 71,6 | 67,2 | 60,1 | 51,7 | 744   |

Les coteaux de Régnié orientés plein sud présentent un bon ensoleillement. L'altitude varie de 250 m à 500 m sur un sous-sol issu de la désagrégation du granite de Fleurie. Ces sables et cailloutis granitiques contiennent une proportion variable d'argile.
Selon les Douanes, la superficie revendiquée en 2023 sous l'appellation est de 413 hectares. En 2010, elle était de 400 ha.

### Encépagement

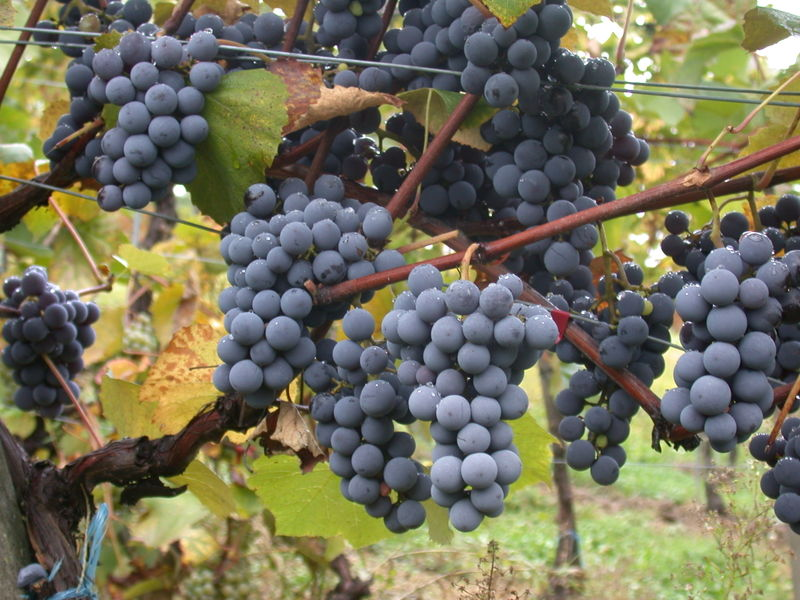
Grappes de gamay N.

Le cépage essentiel est le gamay noir à jus blanc ; trois autres sont autorisés comme cépages accessoires, limités à 15 % au sein de chaque parcelle : l'aligoté B, le chardonnay B et le melon B.
Le gamay est un cépage peu vigoureux, faible mais fertile et dont la production doit être maîtrisée car il a tendance à s'épuiser. Les meilleurs vins de gamay sont obtenus, à l’opposé du pinot noir, sur des sols acides et granitiques. Son débourrement précoce le rend également sensible aux gelées de printemps. Il se montre parfois sensible au millerandage lorsque les conditions climatiques sont défavorables au moment de la floraison. Le gamay présente l’avantage de produire une petite récolte sur les contre-bourgeons. Le vin de gamay possède une couleur rouge nuancée de violet, il est pauvre en tanins et dévoile une bonne acidité. Il possède généralement un caractère fruité (fruits rouges, fruits noirs) mais exprime peu de complexité au niveau aromatique.

### Culture de la vigne

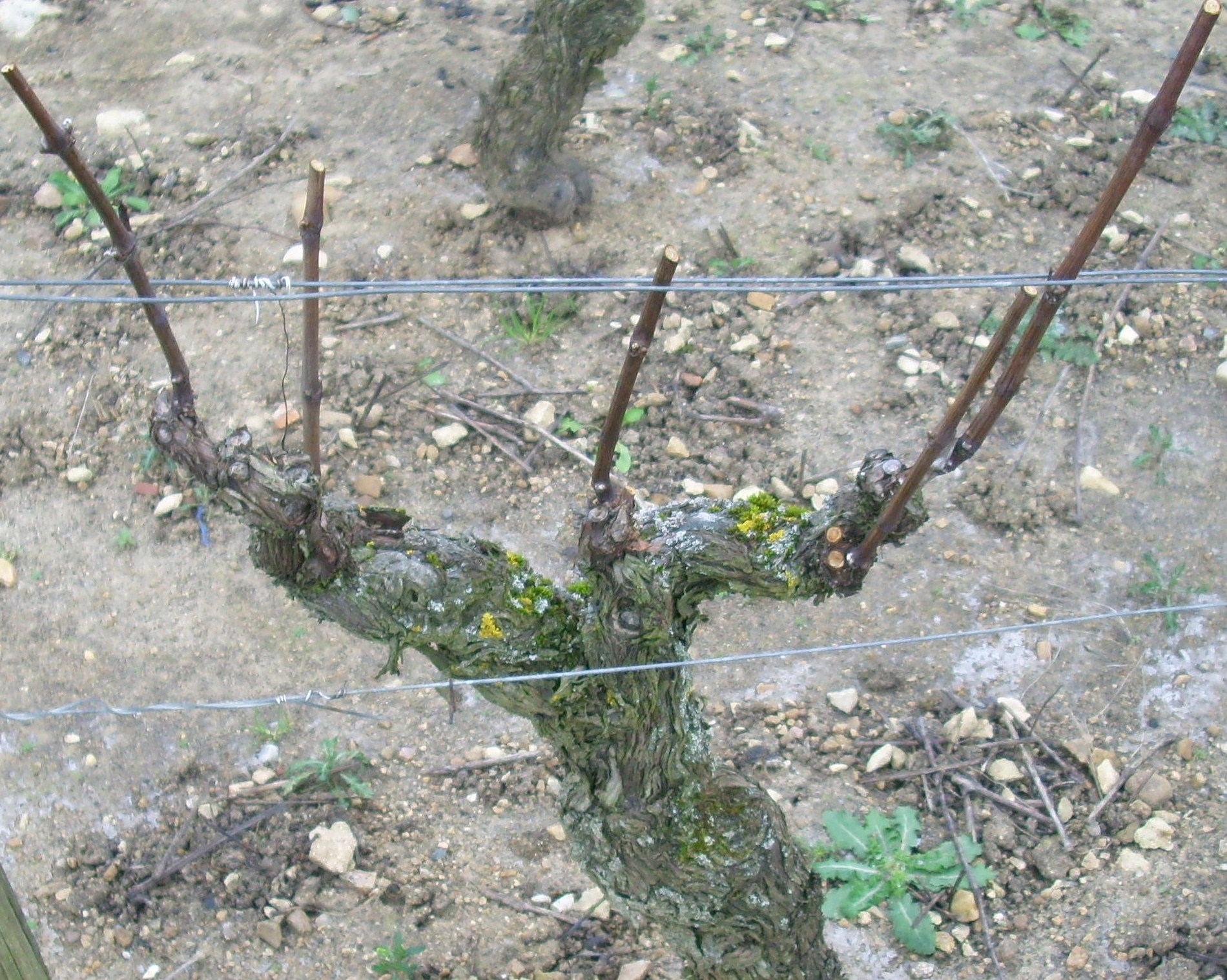
Pied de vigne taillé en gobelet.

La taille est courte, en gobelet, éventail ou cordon, simple, double ou charmet avec 3 à 5 coursons à 1 ou 2 yeux.
La conduite ancienne traditionnelle était en gobelet à densité élevée (entre 9 000 et 11 000 pieds par hectare).
Aujourd'hui, le besoin de mécaniser le vignoble conduit les viticulteurs à planter à densité plus faible, mais supérieure à 6 000 pieds par hectare.
L'écartement entre rangs ne peut excéder 2,3 mètres et entre ceps sur le rang, il doit être au minimum de 0,80 m. Pour les vignes non palissées en gobelet, l'écartement maximum entre rangs ne doit pas excéder 1,5 m. Des allées peuvent être aménagée en arrachant un rang de vigne. L'allée ne doit pas excéder 3 m et doit bénéficier d'un couvert végétal spontané ou semé. Les tournières doivent bénéficier d'un couvert végétal permanent.
La hauteur de feuillage entre la limite inférieure du feuillage et la hauteur de rognage doit dépasser 0,6 fois l'écartement entre rangs et un palissage est obligatoire si l'écartement entre rangs dépasse 1,5 m.
La taille courte est obligatoire. Traditionnellement en gobelet, la taille en cordon ou la taille « charmet » (taille inventée par M. Charmet en sud-Beaujolais, intermédiaire entre la taille en cordon et celle en éventail) sont aujourd'hui pratiquées. La taille est limitée à huit yeux porteurs de grappe après épamprage et un bras à deux yeux peut être ajouté en vue de rajeunir la souche.

### Rendements
Le rendement est limité à un maximum de 56 hectolitres par hectare ; le rendement butoir est de 61 hectolitres par hectare. Le rendement réel est très en-dessous du maximum autorisé par le cahier des charges, par exemple le rendement moyen pour l'ensemble de l'appellation lors des vendanges 2010 est de 43,5 hectolitres par hectare.
Les données des années récentes sont les suivantes :
| Année | Superficie (ha) | Production (hl) | Rendement (hl/ha) |
| ----- | --------------- | --------------- | ----------------- |
| 2019  | 359             | 15 746          | 44                |
| 2020  | 391             | 18 594          | 48                |
| 2021  | 391             | 15 393          | 39                |
| 2022  | 402             | 17 593          | 44                |
| 2023  | 413             | 21 376          | 52                |
| 2024  | 390             | 15 213          | 39                |

### Vendanges
Les vendanges sont faites à la main, les grappes de raisin devant arriver intactes dans les cuves.
Le premier jour des vendanges (appelé « levée du ban des vendanges ») varie selon la maturité des baies, qui dépend lui-même de l'ensoleillement reçu : les années relativement chaudes les raisins sont vendangés tôt, les années relativement froides les vendanges sont plus tardives.

## Vins
La production déclarée en 2023 a été d'un total de 21 376 hectolitres (un hectolitre = 100 litres = 133 bouteilles de 75 cl). En 2010, elle était de 17 400 hl.

### Vinification et élevage
Le mode de vinification du beaujolais explique beaucoup le type de vins très particulier qui y est produit. On l'appelle la macération carbonique : le raisin est encuvé entier et la cuve est fermée pendant quatre à sept jours. La saturation de la cuve en CO2 empêche les raisins de s'oxyder, les obligeant à un mode de fonctionnement anaérobie. Cet oxyde de carbone est obtenu en faisant d'abord fermenter une partie de la récolte (10 à 30 %) en fond de cuve, foulée et levurée, auquel on rajoute le reste de la récolte dont les grappes doivent être le plus intact possible (non éraflées et non foulées, les baies ne doivent pas être écrasées). Cette évolution à l'intérieur du grain de raisin s'apparente à un début de fermentation : elle produit un peu d'alcool et des précurseurs d'arômes. Ensuite, le raisin est foulé et une fermentation traditionnelle se poursuit.
Pour les dix crus du Beaujolais, surtout pour ceux destinés à être gardé quelques années de plus en bouteille, la vinification est semi-carbonique, à mi-chemin de la macération carbonique et de la vinification bourguignonne. Le raisin est récolté manuellement, encuvé entier sans éraflage. La fermentation débute comme pour une macération carbonique, mais au moment où le marc destiné au primeur est décuvé et pressé, les cuves destinées au vin de garde sont pigées et la macération se poursuit jusqu'à épuisement presque complet des sucres. Le vin est ensuite écoulé, le marc pressé et la fermentation malolactique peut s'enclencher tant que la température n'est pas trop descendue.
Ces procédés favorisent la production de vins peu tanniques, une coloration pas trop soutenue et des arômes fruités.

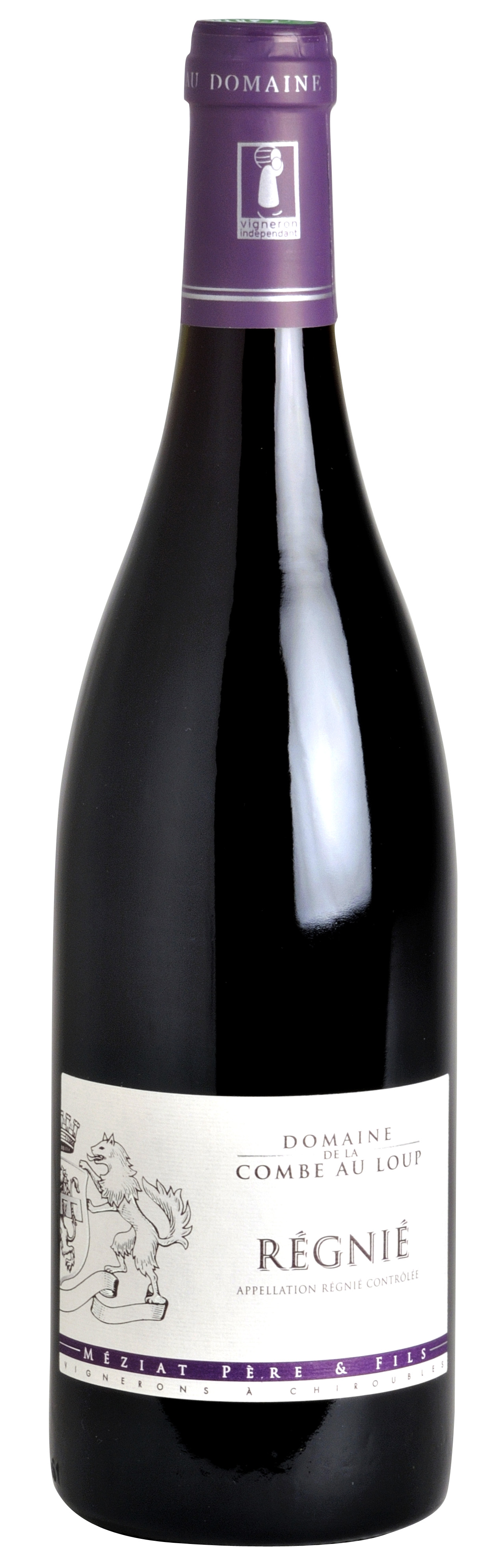
AOC Régnié, La Combe du Loup
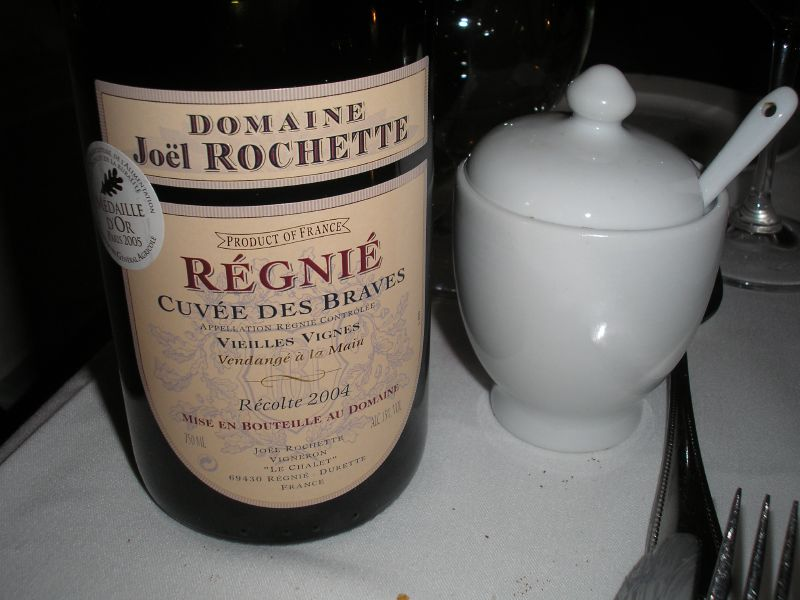
AOC Régnié, médaille d'or au concours général de Paris

### Gastronomie
Une robe brillante, rouge cerise à rouge rubis, très caractéristique des vins du Beaujolais. Le régnié se caractérise par sa puissance aromatique. Des senteurs de petits fruits rouges, typiques du gamay. La framboise, la groseille et le cassis dominent une touche florale. Le dégustateur rencontre aussi, parfois, des arômes de pêche bien mûre.
Avec des tanins fondus, le régnié est un vin pulpeux qui laisse ses parfums s'exprimer avec générosité. Finesse et élégance en font un vin féminin. Ce cru se boit plutôt jeune. Il développe toutes ses qualités aromatiques entre trois et cinq ans, parfois au-delà suivant le millésime et le vinificateur.

## Économie

### Commercialisation
Les vins bénéficiant de l'appellation peuvent être repliés sur les appellations régionales beaujolaises (beaujolais et beaujolais-villages), mais aussi bourguignonnes, c'est-à-dire qu'ils peuvent être commercialisés sous les appellations bourgogne, bourgogne grand ordinaire, bourgogne ordinaire, bourgogne passe-tout-grains, bourgogne aligoté et crémant de Bourgogne (dont l'aire de production s'étend sur le Beaujolais, selon les deux décrets du 16 octobre 2009).